# J-List
J-List (oficialmente Yūgen Gaisha J-List) é um vendedor on-line de mercadorias japonesas para consumidores fora do Japão, com uma concentração na pornografia japonesa, incluindo live action, anime e mangá. Também é a empresa controladora da Peach Princess, G-Collections, JAST USA e PCR Distributing. Foi fundada pelo americano expatriado Peter Payne, e é localizada em Isesaki, Gunma, com uma filial em San Diego, Califórnia.
JBox é um site companheiro onde se vende mercadorias não sexuais. JBox e J-List também tem uma grande variedade de petiscos japoneses, incluindo a Meiji Meltykiss, Pocky, Pretz, e muitos outros.